# Józef Szyrmer
Józef Henryk Szyrmer vel Józef Henryk Schirmer (ur. 17 stycznia 1907 w Jeziorku koło Łomży, zm. 1 grudnia 1985) – kapitan dyplomowany piechoty Wojska Polskiego, działacz polityczny, przewodniczący Stronnictwa Pracy na Warmii i Mazurach (1946–1950).

## Życiorys
Pochodził z rodziny ziemiańskiej, osiadłej w pierwszej połowie XIX wieku w okolicach Łomży; osierocony przez ojca w 1918, matka Ewelina z Przywieczerskich dożyła wieku 97 lat, zmarła w 1973. Od młodego wieku Schirmer interesował się wojskiem. W 1920 jako ochotnik wstąpił do Wojska Polskiego i wziął udział w wojnie z bolszewikami. W latach 1925–1928 był słuchaczem Szkoły Podchorążych Piechoty. Uczestniczył w walkach w Warszawie w czasie przewrotu majowego. 15 sierpnia 1928 mianowany został podporucznikiem i przydzielony do 21 pułku piechoty „Dzieci Warszawy” na stanowisko dowódcy plutonu. W 1934 został przeniesiony do Korpusu Ochrony Pogranicza. Dowodził kompanią na granicy litewskiej. W latach 1935–1937 był słuchaczem Wyższej Szkoły Wojennej w Warszawie. Po ukończeniu szkoły i uzyskaniu tytułu naukowego oficera dyplomowanego przydzielony został do dowództwa 2 Dywizji Piechoty Legionów w Kielcach na stanowisko I oficera sztabu. W tym samym czasie dowódcą piechoty dywizyjnej był płk dypl. Stefan Rowecki. W czerwcu 1939 pułkownik Rowecki spowodował jego przeniesienie do sztabu organizowanej przez siebie Warszawskiej Brygady Pancerno-Motorowej. W kampanii wrześniowej 1939 walczył na stanowisku zastępcy szefa sztabu brygady. 20 września, po pierwszej bitwie tomaszowskiej, trafił do niewoli niemieckiej. W oflagu przebywał do zakończenia działań wojennych w Europie.
W czerwcu 1945 został mianowany naczelnikiem Wydziału Wojskowego w Urzędzie Pełnomocnika Rządu RP na Okręg Mazurski (Jakuba Prawina). Sprawował mandat radnego Wojewódzkiej Rady Narodowej na Warmii i Mazurach. Był członkiem Komisji WRN ds. autochtonów. Na jesieni 1946 organizował struktury Stronnictwa Pracy na terenie województwa olsztyńskiego, był jego przewodniczącym. W październiku 1949, po objęciu funkcji wojewody olsztyńskiego przez Mieczysława Moczara, został zwolniony z pracy w Urzędzie Wojewódzkim i ze względu na przedwojenną służbę oficerską poddany represjom, m.in. był wielokrotnie przesłuchiwany przez Urząd Bezpieczeństwa jako podejrzany o szpiegostwo. Do oskarżenia i procesu ostatecznie nie doszło, ale Szyrmerowi władze przez dłuższy czas uniemożliwiały znalezienie pracy.
Zatrudniony wreszcie jako pracownik biurowy w hurtowni „Centrala Spożywcza”, w 1950 uzyskał etat delegata Cepelii (Centrali Przemysłu Ludowego i Artystycznego) na województwo olsztyńskie, gdzie do jego zadań należało zorganizowanie spółdzielni artystów ludowych z Warmii i Mazur. Na stanowisku tym brakowało mu odpowiedniego przygotowania merytorycznego i niebawem (1952) został dyrektorem biura Wojewódzkiego Zrzeszenia Prywatnego Handlu i Usług w Olsztynie. Zaangażował się jednocześnie w działalność w Stronnictwie Demokratycznym. Pasję społecznikowską realizował również jako radny miejski i przewodniczący Komisji Kultury Rady Miasta, działacz Towarzystwa Miłośników Olsztyna (1966–1980), prelegent pogadanek astronomicznych w ramach Towarzystwa Wiedzy Powszechnej. Należał do Polskiego Towarzystwa Historycznego i współpracował z olsztyńskim Ośrodkiem Badań Naukowych im. Wojciecha Kętrzyńskiego.
W 1973 przeszedł na emeryturę, nie zaprzestając aktywności społecznej. W 1980 przeniósł się z żoną do Warszawy. Przygotowywał wspólnie z Andrzejem Kunertem wydanie Wspomnień i notatek autobiograficznych: 1906–1939 swojego dawnego dowódcy, Stefana Roweckiego (ukazały się drukiem w 1988), a w zbiorze Stefan Rowecki w relacjach (1988) znalazły się wspomnienia Szyrmera Mój dowódca „Grot”-Rowecki. Szyrmer zmarł 1 grudnia 1985.
Od 1946 był żonaty z Haliną Donimirską (Halszką, 1918–2008), córką Witolda, działaczką społeczną na Warmii, Mazurach i Powiślu, uczestniczką Powstania warszawskiego. Mieli troje dzieci: synów Jacka (ur. 1947) i Janusza (ur. 1950) oraz córkę Wandę (ur. 1948, po mężu Majkowską). Stryjecznym bratem Józefa jest Jerzy Szyrmer (ur. 1930), profesor hodowli i uprawy roślin.

## Awanse służbowe
- podporucznik – 15 sierpnia 1928 ze starszeństwem z dniem 15 sierpnia 1928 i 6 lokatą w korpusie oficerów piechoty
- porucznik – ze starszeństwem z dniem 1 stycznia 1931 w korpusie oficerów piechoty